# Huétor Vega
Huétor Vega és un municipi situat en la part central de la Vega de Granada (província de Granada), a uns 5 km de la capital provincial. Limita amb els municipis de Granada, Cenes de la Vega, Monachil, Cájar i La Zubia.